# Polygonatum macropodum
Polygonatum macropodum är en sparrisväxtart som beskrevs av Porphir Kiril Nicolai Stepanowitsch Turczaninow. Polygonatum macropodum ingår i släktet ramsar, och familjen sparrisväxter. Inga underarter finns listade i Catalogue of Life.